# نزهة القلوب

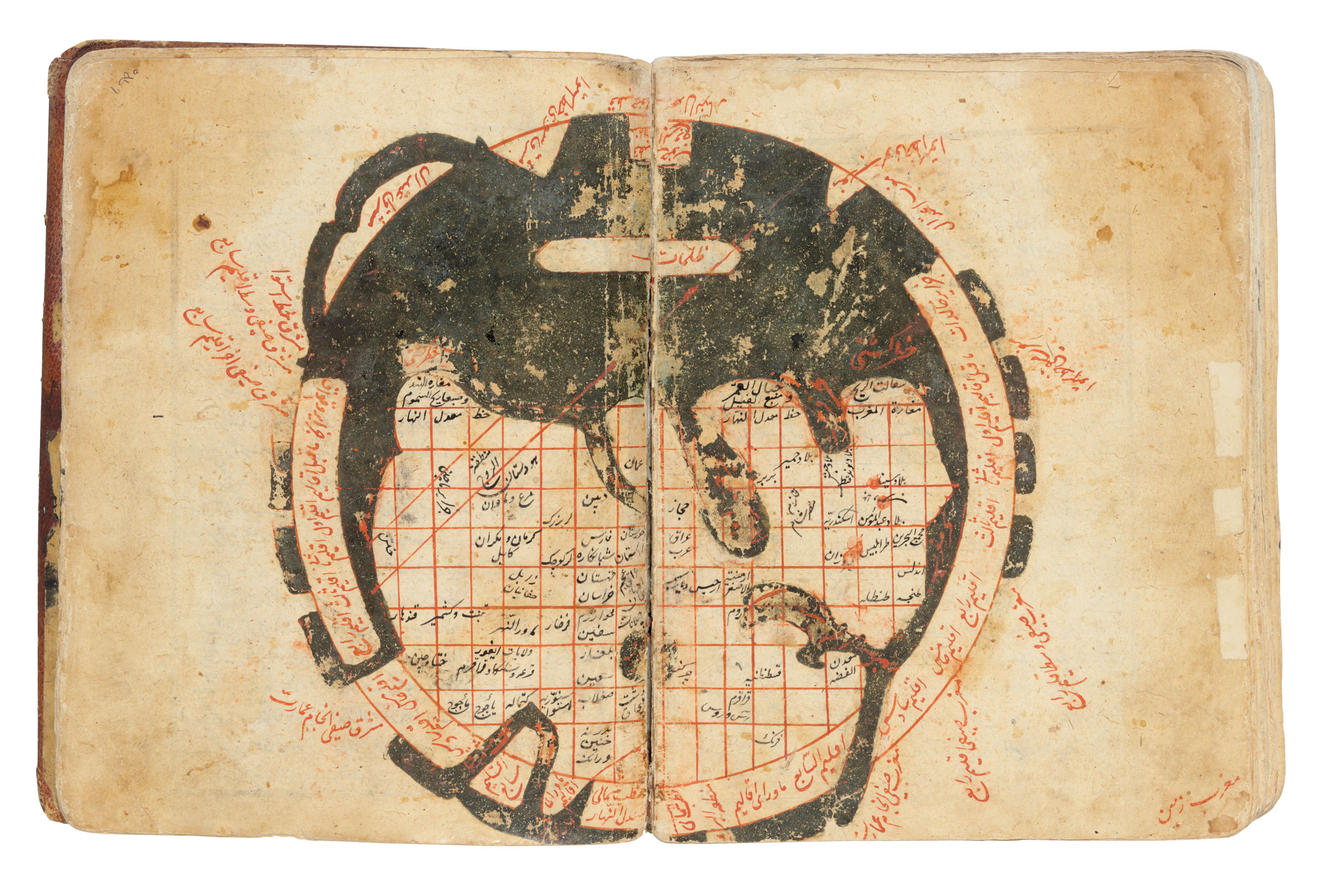
خريطة جغرافية إيران، استنادًا إلى نسخة من كتاب نزهة القلوب. أُنشئت في إيران الصفوية في 18 تشرين الأول 1641

نزهة القلوب هو كتاب دراسة جغرافية باللغة الفارسية كتبه حمد الله مستوفي في أربعينيات القرن الرابع عشر. وهو أقدم عمل متبقٍّ يحتوي على خريطة تركز على إيران.

## الخلفية
التاريخ الذي أكمل فيه المستوفي تأليف الكتاب غير مؤكد. وفقًا تشارلز ملفيل [الإنجليزية] ، فقد اكتمل بناؤه في عام 1344؛  ويقول أندرو تشارلز سبنسر بيكوك [الإنجليزية] إنه اكتمل "في موعد لا يتجاوز عام 1340"؛  وتقول ناديا دانيلينكو إنه اكتمل في عام 1340؛ ويقول بيتر جاكسون إنه اكتمل في عام 1340 أو بعد ذلك بفترة وجيزة؛ وتقول ليندا كوماروف إنه ربما اكتمل في أربعينيات القرن الرابع عشر.
يعتبر كتاب نزهة القلوب أبرز أعمال المستوفي، وهو المصدر الوحيد تقريبًا لوصف جغرافية وشؤون إمبراطورية الإلخانيين المغولية. يقدم المصدر معلومات حيوية عن الحكومة والتجارة والحياة الاقتصادية والصراعات الطائفية وجمع الضرائب وغيرها من المواضيع المماثلة. يقول مصطفى، كما هو الحال في أعماله السابقة مثل تاريخ كزيدا وكتاب ظفرنامه [الإنجليزية]، إنه لا يمتلك خبرة في هذا المجال، وأنه شجعه أصدقاؤه على كتابة العمل. كما اعتقد أن وجود مصدر متاح باللغة الفارسية سيكون مفيدًا، نظرًا لأن معظم المصادر الجغرافية حول إيران باللغة العربية (مثل أعمال أبي زيد البلخي وابن خردادبة).

## المحتويات
ويعتبر العمل أيضًا مساهمة كبيرة في تاريخ إيران. ومن الجدير بالذكر أن المستوفي يستخدم مصطلح "إيران" في أعماله. منذ سقوط الإمبراطورية الساسانية الإيرانية عام 651، اختفت فكرة إيران أو إيران زامين ("أرض إيران") ككيان سياسي، وانغمسوا مع جيرانهم العرب في الدولة العباسية، ولكن تم ذكرها من حين لآخر في أعمال أشخاص آخرين. ومع ظهور الدولة الإيلخانية، شهدت الفكرة انتعاشًا، فعندما اجتاح المغول العالم الإسلامي، اعتنقوا الإسلام، وحكموا الهند وإيران وآسيا الوسطى تحت الإسلام. وفقًا للمؤرخ الحديث بيتر جاكسون (2017)، كان السبب وراء هذا الظهور القومي هو سقوط الخلافة العباسية عام 1258 و"الحرمان النسبي للإسلام السياسي". وعلاوة على ذلك، وباستخدام هذا المصطلح، صور المستوفي أيضًا الإلخانيين على أنهم خلفاء للساسانيين.
يصف المستوفي حدود إيران الممتدة من نهر السند إلى خوارزم وبلاد ما وراء النهر في الشرق إلى بيزنطة والشام في الغرب، وهو ما يتوافق مع أراضي الإمبراطورية الساسانية. ويحدد محافظات إيران في 20 فصلاً؛ العراق (وأسماه "العراق العربي" أو "قلب إيرانشهر")، العراق الفارسي، أران، موغان، شروان، جورجيا، بيزنطة، أرمينيا، ديار ربيعة، كردستان، خوزستان، فارس، شابنكرا، كرمان، مكران، هرمز، نمروز، خراسان، مازندران، قميس، طبرستان، جيلان. وقد قام مؤرخون آخرون بتقليد هذه الطريقة في تصور تاريخ وجغرافيا إيران منذ القرن الثالث عشر.